# Stanley Bradley
Stanley Bradley, rozený Stanislav Brázda (* 30. května 1948 v Děčíně) je věštec, esoterik, léčitel a spisovatel. Byl sedmkrát ženat.

## Kariéra
Po roce 1989 začal podnikat (realitní kancelář, jazyková škola, seznamovací agentura). Věnuje se obchodu s vitamíny a minerály. Znám je převážně z vystupování v pořadu Ezo.tv, vysílaném na TV Barrandov, v němž účinkoval do roku 2010, kdy byl propuštěn z důvodu použití vulgarismů poté, co k tomu byl vyprovokován volajícím. Tento okamžik z vysílání se stal na internetu virálním.
Je autorem knih Jak se dožít 140 let, Škola psychotroniky, O životě a smrti.

### Politická kariéra
Bradley se v roce 2002 pokusil kandidovat do Poslanecké sněmovny. Jím vedené Nové hnutí ve volbách však získalo 0,00 % hlasů, neboť pro něj hlasovalo jen 139 lidí.

## Kontroverze
Český klub skeptiků Sisyfos udělil Stanislavu Brázdovi Stříbrný Bludný balvan 2001 za hyperaktivitu v jasnozření a v ezoterických podnikatelských aktivitách pod heslem: okultní práce všeho druhu. Sisyfos dokonce přistoupil na Bradleyho výzvu a v rámci projektu Českého klubu skeptiků Sisyfos, který proběhl 12. 6. 2013, schopnosti jasnovidce Stanleyho Bradleyho tým Sisyfu otestoval dvojitě zaslepeným experimentem. Test paranormálních schopností spočíval v detekci živých květin, které byly nebo nebyly umístěny v papírových krabicích. Výsledek, kterého Stanislav Brázda dosáhl, je z pohledu statistiky v očekávatelné normě a k dokázání deklarovaných schopností „detekce živých organismů“ nedošlo.